# Демократично образование
Демократичното образование е образование, при което демократични са и целта и методите на обучение. То издига демократичните ценности и включва равни права на учители и ученици, самостоятелен избор на цели за развитие и начин на постигането им, а също справедливост, взаимно уважение и доверие.
Демократичното образование има два стълба:
- Свободно, естествено, самоинициирано или самонасочено учене (self-directed learning- от англ) – учениците избират как да прекарат учебните дни, да преследват интересите си и да се подготвят за живота и избраната от тях професия.
- Демократично самоуправление на училището - самоуправляваща се общност с равнопоставени взаимотношения (общността се управлява от формиращите самата нея учители, родители и деца), взаимно уважение и демократично взимане на решения – Стремежът е при взимането на решения правата и мнението на всеки участник да са уважени.

Историята на демократичното образование датира от края на XVII век. През 1693 г. Джон Лок публикува „Някои мисли за образованието“, където залага някои основни виждания за свободното образование. През 1762 г. Жан-Жак Русо дава още допълнения към тези идеи в „Емил“.
Основните идеи в съвременния прочит на педагогиката на демократичното образование в европейски мащаб са разработени от Николай Фредерик Северин Грюндвиг.
"Демократични училища има в редица европейски страни, както и в САЩ, Израел, Австралия, Русия и други.
Философията, ценностите и принципите на демократичното образование се базират на теорията и практиката на известни хуманисти, психолози и педагози. Образователният модел носи в себе си принципи на хуманистичната психология – достойнството, правата и свободите на личността, принципи на съвременната педагогика за отношение към децата, принципи на съвременната психология за процеса на учене." -
Най-значимите демократични училища, които съществуват и до днес и са вдъхновили създаването на стотици други такива са:
- Съмърхил в Англия – основано през 1921г от психолога Александър Нийл
- Съдбъри Вали в САЩ – основано през 1968 от Дан и Хана Грийнбърг
- Демократичното училище в Хадера – основано от Яков Хехт през 1987г. Към момента в Израел има повече от 30 демократични училища.

Първото познато в света такова училище се намира в Англия, до Лондон, казва се Самърхил, основано преди повече от 100 години – през 1921 година. То е официално признато от Великобритания и неговата диплома важи в цял свят. Оттогава до днес по света има стотици такива училища. От тях завършват щастливи и познаващи себе си и света хора, които не са престанали да обичат да учат и продължават да го правят през целия си живот. Всъщност може би и именно това е един от основните резултати в демократичното образование като модел – освен че децата намират своите сфери на интерес и талант, те запазват и естествения си стремеж да учат и обичат да го правят. А иначе специално за статистиката – според изследванията върху бивши възпитаници на демократични училища– те се реализират в най-различни сфери на живота. 72% от тях завършват университет след училището, една част от тях достигат академична научна степен или високи постове в компании. Но по-важното е, че 100 % от тях намират себе си за щастливи хора. 
В Европа се е наложило названието „демократично училище”, но на различни места по света моделът се среща и под други наименования – свободни училища, „Съдбъри” училища. Европейската общност за демократично образование – EUDEC обединява училищата в Европа и популяризира този образователен модел като изключително важен за демократичните страни.
Мрежата и броят на тези училища се разраства – право пропорционално на разрастването на осъзнатите хора, които разбират тяхната необходимост и имат нужда от тях – имат нужда от места за своите деца, където целта на тяхното образование ще бъде да израснат като хармонични, осъзнати, отговорни личности.
Днес бумът на демократичните училища в развитите страни е огромен и тяхната бройка нараства с всяка изминала година. Нарастващото осъзнаване на необходимостта децата да израстват в демократични условия, за да се подготвят за живот в демократично общество и търсенето на такъв тип училища обуславя и предопределя тяхното развитие и бъдеще като моделът на бъдещето.
Има стотици демократични училища в цяла Америка. Над 10 % от училищата в Израел са демократични, а цялата образователна система в момента интегрира демократични практики. В Европа почти няма държава без демократично училище. Дори в консервативна и затворена Турция вече има демократично училище.
https://odo.bg/%d0%b4%d0%b5%d0%bc%d0%be%d0%ba%d1%80%d0%b0%d1%82%d0%b8%d1%87%d0%bd%d0%be-%d0%be%d0%b1%d1%80%d0%b0%d0%b7%d0%be%d0%b2%d0%b0%d0%bd%d0%b8%d0%b5/
карта на демократичните училища по света - http://www.educationrevolution.org/store/findaschool/democraticschools/
Сформира се силно движение за демократично (свободно) образование и в България – основно от ангажирани родители, учители и ученици. Първите подобни училища в България вече са факт. Национална мрежа на родителите организира две издания на „Форум за демократично образование“ (2014 и 2016 г.) в София.
В София под шапката на "Общност за демократично образование" - ОДО съществува такова училище, наречено "ДемократичноТо", вече 10 години. Във Варна през 2017г група родители основават Фондация "Перпетуум Мобиле", чрез която осъществяват проекта си "Демократично училище". Три години по-късно то става първото и до момента (02.2024г) единственото лицензирано от МОН училище, развиващо демократичния образователен модел в България  - ЧСУ "Демократично образование Варна"